# Görgeteg
Görgeteg is een plaats (község) en gemeente in het Hongaarse comitaat Somogy. Görgeteg telt 1239 inwoners (2001).

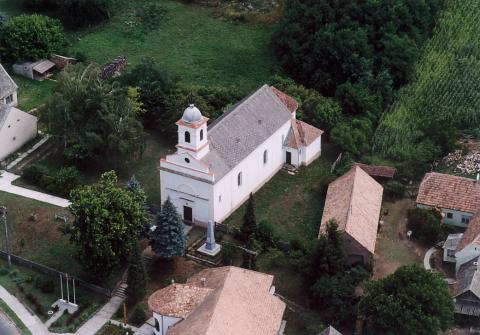
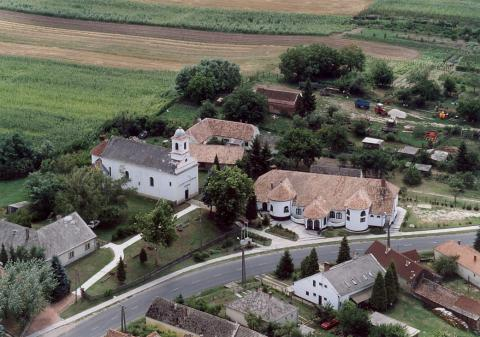
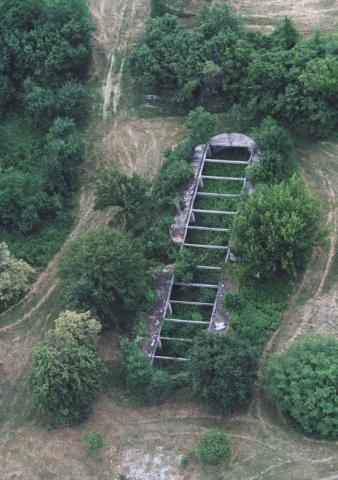
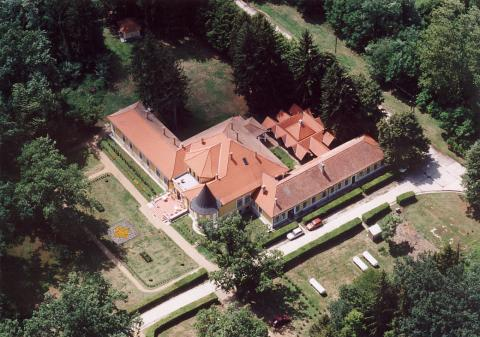